# Artur Partyka
Artur Jerzy Partyka (nacido el 25 de julio de 1969 en Stalowa Wola, Polonia) es un atleta retirado especialista en salto de altura. A lo largo de su carrera logró dos medallas olímpicas, tres mundiales y fue doce veces campeón de su país de forma consecutiva
Su padre es argelino y su madre polaca. Se le considera como uno de los mejores saltadores de altura de la historia y uno de los 16 saltadores que han sido capaces de rebasar los 2.38 m. 
Consiguió la medalla de bronce en los Juegos Olímpicos de Barcelona de 1992 y la de plata en los de Atlanta 1996. En los Campeonatos del mundo al aire libre logró tres medallas aunque ninguna de oro. 
Por su méritos deportivos le fue concedida en 1996 la Cruz del Mérito de su país.

## Palmarés internacional
| Año  | Evento                    | Lugar                    | Puesto | Disciplina      |
| ---- | ------------------------- | ------------------------ | ------ | --------------- |
| 1991 | Mundial Pista Cubierta    | Sevilla (España)         | 2.º    | salto de altura |
| 1992 | Juegos olímpicos          | Barcelona (España)       | 3.º    | salto de altura |
| 1993 | Mundial Aire Libre        | Stuttgart ()             | 2.º    | salto de altura |
| 1994 | Europeo al Aire Libre     | Helsinki (Finlandia)     | 2.º    | salto de altura |
| 1995 | Mundial Aire Libre        | Goteborg ()              | 3.º    | salto de altura |
| 1996 | Juegos olímpicos          | Atlanta (Estados Unidos) | 2.º    | salto de altura |
| 1997 | Mundial Aire Libre        | Atenas (Grecia)          | 2.º    | salto de altura |
| 1998 | Europeo en Pista cubierta | Valencia (España)        | 1.º    | salto de altura |
| 1998 | Europeo Aire Libre        | Budapest (Hungría)       | 1.º    | salto de altura |